# 権利と自由運動
権利と自由運動（けんりとじゆううんどう、ブルガリア語: Движение за права и свободи / Dvizhenie za prava i svobodi、トルコ語: Hak ve Özgürlükler Hareketi、英語: Movement for Rights and Freedoms）は、ブルガリアの政党。ブルガリア国内の少数民族であるトルコ人による中道政党である。議長（党首）は1990年の結党時からアフメト・ドアンが務めていたが、2013年1月の党大会でリュトヴィ・メスタンに党首の座を譲り、自身は名誉党首の職に就いた。2002年には自由主義インターナショナルに加盟している。また、自党を自由主義政党、自党をフィンランドにおける少数民族であるスウェーデン人を代表しているスウェーデン人民党のような政党と規定している。
2013年1月19日、党大会でドアン党首が演説中、演壇に上がったブルガリア籍トルコ人の男に銃を突きつけられる事件があった。
2021年大統領選挙に出馬したムスタファ・カラダイ党首は11月14日の第1回目投票で11.57％を得票し3位にとどまり、決選投票には進めず敗退した。